# ProPublica
ProPublica é uma corporação sem fins lucrativos com sede em Nova York. Descreve-se como uma redação independente que produz jornalismo investigativo de interesse público. Em 2010, tornou-se o primeiro portal de notícias da internet a vencer um Prêmio Pulitzer, concedido a uma máteria escrita por um de seus jornalistas e publicada na The New York Times Magazine. As investigações do ProPublica são conduzidas por sua equipe de repórteres e as histórias resultantes repassadas a "parceiros" que por sua vez as publicam ou transmitem. Em alguns casos, repórteres tanto da ProNews quanto de agências parceiras trabalham em conjunto. A ProPublica firmou parceria com mais de 50 organizações de notícias, incluindo 60 Minutes, CNN, USA Today, New York Times, Los Angeles Times, Washington Post, Huffington Post, Newsweek, Reader's Digest, BusinessWeek e a National Public Radio, entre muitos outros.